# 강릉고등학교
강릉고등학교(江陵高等學校)는 대한민국 강원특별자치도 강릉시 초당동에 위치한 공립 고등학교이다.

## 학교 연혁
- 1961년 4월 5일 : 강릉사범학교 병설고등학교 설립인가(4학급)
- 1962년 3월 7일 : 강릉고등학교 인가(12학급)
- 1972년 12월 19일 : 용강동에서 노암동 교사로 이전
- 1990년 2월 8일 : 노암동에서 초당동 교사로 이전
- 2001년 9월 28일 : 30학급 인가
- 2014년 4월 29일 : 초당학사(기숙사 및 급식소) 준공
- 2014년 12월 31일 : 청솔관(다목적실 및 체육관) 준공
- 2017년 3월 1일 : 교육부 과학중점학교 지정
- 2021년 11월 28일 : ‘솔(soul)’ 문화예술 공간 준공
- 2023년 3월 1일 : 제25대 김일기 교장 부임
- 2023년 9월 1일 :  거점형 기숙형 고교 선정
- 2025년 1월 6일 : 제62회 졸업식 (졸업생 165명, 총계 23,798명)
- 2025년 3월 4일 : 입학식 거행 (164명)

## 참고 자료
- 강릉고등학교 - 한국교육학술정보원 학교알리미